# George Mira
George Ignacio Mira (Key West, 11 gennaio 1942) è un giocatore di football americano statunitense che ha giocato nel ruolo di quarterback nella National Football League (NFL), nella Canadian Football League (CFL) e nella World Football League (WFL). Fu scelto nel corso del secondo giro (15º assoluto) del Draft NFL 1964 dai San Francisco 49ers. Al college giocò a football all'Università di Miami.

## Carriera professionistica
Mira fu scelto nel corso del secondo giro del Draft 1964 dai San Francisco 49ers. Mira giocò otto stagioni nella NFL nel 1964-1971 per tre differenti squadre e raggiunse il Super Bowl VI come riserva di Bob Griese nei Miami Dolphins.
Mira in seguitò giocò 19 partite nei Montreal Alouettes della Canadian Football League nel 1972 e 1973, passando 1.356 yard, 11 touchdown e 8 intercetti nel 1973. Coi Birmingham Americans della WFL nel 1974 fu MVP della finale di campionato vinta dalla sua squadra. Nel 1975, passò ai Jacksonville Express sempre nella World Football League. Terminò la carriera nella stagione 1977, giocando sei gare con i Toronto Argonauts della CFL.

## Palmarès
- American Football Conference Championship: 1

Miami Dolphins: 1971

## Statistiche
NFL
| Yard passate      | 2.110 |
| Touchdown         | 19    |
| Intercetti subiti | 20    |